# 52. Sicherungs-Division
De 52. Sicherungs-Division (Nederlands: 52e Beveiligingsdivisie) was een Duitse infanteriedivisie in de Heer tijdens de Tweede Wereldoorlog. Deze divisie was betrokken bij de beveiliging van het Rückwärtigen Heeresgebietes (in de achterhoede gelegen legergebied). Ze nam actief aan oorlogsmisdrijven tegen partizanen (Bandenbekämpfung) en de holocaust deel.

## Geschiedenis divisie
Op 19 april 1944 werd de staf van de 52. Feldausbildungs-Division (voormalige staf van de 52e Infanteriedivisie) hernoemd. De divisie werd als 52e Beveiligingsdivisie z. b. V. (voor speciaal gebruik) in Baranavitsjy in Wit-Rusland gestationeerd. Als manschappen nam de nieuw opgerichte divisie de regimenten van het Oberfeldkommandantur 400 over, die onder het bevel van Generalmajor Gerhard Poel stonden.
De divisie was tot het einde van de oorlog ingezet aan het oostfront (Wit-Rusland, Kowel en Slag om Koerland). In juli 1944 na de vernietiging van de Heeresgruppe Mitte, werd de divisie in het XXVI. Armeekorps (26e Legerkorps) van het 3. Panzerarmee (3e Pantserleger) ingelijfd. Hierna nam het aan Operatie Bagration deel, en werd bijna volledig weggevaagd. Aansluitend verbleef de divisie, nu nog alleen als staf van de 52e Beveiligingsdivisie met de SS Panzerbrigade Gross, de groep van de SS-Sturmbannführer Heimo Hierthes en de Kampfgruppe Mäder onder bevel gesteld in Koerland. Hier kwam de divisie ook in actie bij Operatie Doppelkopf. Er volgde vanwege het gebrek aan strijdkrachten een nutteloze tijd van september tot oktober met de stationering in Koerland, en werd daar aan het 18e Leger toegewezen.
In januari 1945 werd de divisiestaf tot staf van de Kampfkommandanten van Libau benoemd. In april 1945 capituleerde de vanaf februari als Festungskommandantur in het fort Libau in Koerland ingezette divisiestaf, en gingen in Sovjet-krijgsgevangenschap.

## Commandanten
| Rang            | Naam                               | Begin                                   | Eind             | Opmerking |
| --------------- | ---------------------------------- | --------------------------------------- | ---------------- | --- |
| Generalmajor    | Albert Newiger                     | Andere bron: 8 april 1944 20 april 1944 | 5 september 1944 | Voormalig commandant van de 190e Infanteriedivisie, 112e Infanteriedivisie en de 52. Feldausbildungs-Division. |
| Generalleutnant | Albrecht Baron Digeon von Monteton | 5 september 1944                        | 1 oktober 1944   | Voormalig commandant van de 206e Infanteriedivisie.                                                            |

## Samenstelling[7][8]
- Sicherungs-Regiment 37 (37e Beveiligingsregiment) met vier bataljons, later de 201. Sicherungs-Division  (201e Beveiligingsdivisie)
- Sicherungs-Regiment 88 (88e Beveiligingsregiment) met vier bataljons (tot eind 1944)
- Sicherungs-Regiment 611 (611e Beveiligingsregiment)
- Nachschubtruppen 52 (52e Bevoorradingstroepen)